# 圣彼得港
圣彼得港（Saint Peter Port），为英国王室屬地根西行政區的一個堂區和首府，位於根西島的東岸，也是該島的主要港口。2011年人口16,488。